# The Duo
The Duo (en hangul, 짝패; romanización revisada, Jjakpae) es una serie de televisión sageuk surcoreana emitida originalmente durante 2011 y protagonizada por Chun Jung Myung, Han Ji Hye, Lee Sang-yoon y Seo Hyun Jin.
Fue transmitida por MBC TV desde el 7 de febrero hasta el 24 de mayo de 2011, finalizando con una longitud de 32 episodios emitidos cada lunes y martes a las 21:55 (KST). La serie fue filmada en el "Dae Jang Geum Park" (anteriormente MBC Dramia) ubicado en la provincia de Gyeonggi.

## Argumento
En la época de finales de la Dinastía Joseon (1392-1910), cuando la jerarquía entre nobles y esclavos comenzó a desmoronarse y los disturbios eran comunes entre los campesinos, dos hombres nacieron el mismo día y al mismo tiempo. Chun Dung que creció como un mendigo (aunque nació como un noble) sin conocimiento de sus padres, con sus sueños de «hacer de este mundo un lugar mejor» por participar en disturbios de campesinos, mientras que Gwi Dong, quien se crio en una vida noble (aunque él nació como un mendigo), sirve como un oficial de policía, lucha contra la corrupción dentro del gobierno y habla por los débiles. Aunque ambos dan sus corazones con la misma mujer, se convierten en el mayor dúo, para reformar el mundo problemático.

## Reparto

### Personajes principales
- Chun Jung Myung como Chun Doong.
  - Noh Young Hak como Chun Doong (Niño).
- Han Ji Hye como Dong Nyeo.
- Jin Se Yeon como Dong Nyeo (Niño).
- Lee Sang-yoon como Gwi Dong.
  - Choi Woo Shik como Gwi Dong (Niño).
- Seo Hyun Jin como Dal Yi.
  - Lee Sun Young como Dal Yi (Niña).

### Personajes secundarios
- Lee Moon-sik como Jang Kkot-ji.
- Jung In Gi como Soe Dol.
- Yoon Yoo Sun como Mak Soon.
- Kwon Oh Joong como Kang Po Soo.
- Seo Yi-sook como Keun-nyeo.
- Ahn Yeon Hong como Ja Geun Nyeon.
- Jung Kyung Ho como Kkul Tteok.
- Kang Ji Sub como Jin Deuk.
- Lee Shin Sung como Do Gap.
- Kim Ki Bang como Gom Chi.
- Jo Chang Geun como Poong Gae.
- Kim Kyung Jin como Mal Son.
- Choi Jong Hwan como Dr. Kim Jae Ik.
- Im Chae Won como Dama Kwon.
- Lee Seol Ah como Geum Ok.
  - Kim So Hyun como Geum-ok de joven.
- Kim Myung Soo como Hyun Gam.
- Jung Han Hun como Sr. Park.
- Ra Mi Ran como Eop Deuk Ne.
- Lee Ji Soo como Sam Wol.
- Kang Shin Il como Sung Cho Shi.
- Baek Jong Hak como Yoo Sun Dal.
- Im Hyun Sik como Viejo Hwang.
- Yoon Yong Hyun como 'Choon Bo.
- Gong Hyung Jin como Gong Po Gyo.
- Jung Chan como Jo Sun Dal.
- Jang Yong Hee como Pan Sool.
- Im Dae Ho como Padre de Beot Deul.
- Yang Mi Kyung como Madre de Chun Doong.

## Emisión internacional
- Estados Unidos: MBC America.
- Irán: TV5 (2013).[3]
- Taiwán: Videoland Drama (2012) y MOD (2013).